# Edward Albee
 (septembre 2016).
Si vous disposez d'ouvrages ou d'articles de référence ou si vous connaissez des sites web de qualité traitant du thème abordé ici, merci de compléter l'article en donnant les références utiles à sa vérifiabilité et en les liant à la section « Notes et références ».

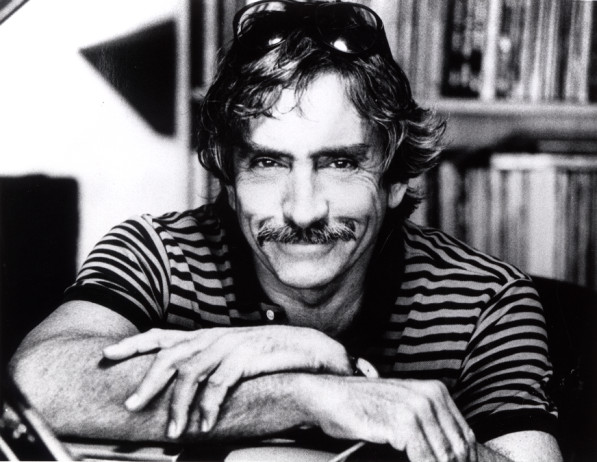
Edward Albee vers 1969, photographie de la collection de l'Université de Houston.

Edward Albee, né le 12 mars 1928 à Washington (États-Unis) et mort le 16 septembre 2016 à Montauk dans l'État de New York, est un auteur dramatique américain.

## Biographie
Adopté deux semaines après sa venue au monde par Reed et Frances Albee, Edward Albee côtoie très jeune le monde des théâtres dont son père adoptif est propriétaire. Malgré une scolarité plutôt chaotique, Edward Albee commence rapidement à écrire des poèmes, des pièces et des nouvelles, puis se met à fréquenter des artistes et des intellectuels, malgré le désaccord de sa mère. Cette dernière le met à la porte et l’exclut de son testament lorsqu’il a 18 ans, en raison de son homosexualité. En 1990, Edward Albee exprime ses sentiments vis-à-vis d’elle dans Three Tall Women. Il sera récompensé pour cette pièce par un troisième Prix Pulitzer en 1994, les deux premiers lui ayant été attribués en 1967 pour A Delicate Balance et en 1975 pour Seascape.
Il est également l’auteur de Zoo Story (1958), The Sandbox, pièce dédiée à sa grand-mère maternelle (1959), Qui a peur de Virginia Woolf ? (1963), et The Play about the Baby (2001). Par le biais de l’absurde, de l’existentialisme et de la métaphysique, Edward Albee critique dans ses pièces la condition moderne et la vie américaine. En 2002, La Chèvre, ou Qui est Sylvia ?, pièce qui traite de zoophilie et des bourgeois bien-pensants de la gauche américaine, est un gros succès public et critique sur Broadway : elle est jouée pendant 309 représentations et remporte le Tony Award de la meilleure pièce de l'année.
En 2005, Edward Albee reçoit un Special Tony Award for Lifetime Achievement.

## Œuvre

### Pièces de théâtre
- 1958 : Zoo Story (The Zoo Story)
- 1959 : La Mort de Bessie Smith (The Death of Bessie Smith)
- 1959 : Le Tas de sable (The Sandbox)
- 1959 : Fam and Yam
- 1960 : Le Rêve de l'Amérique (The American Dream)
- 1962 : Qui a peur de Virginia Woolf ? (Who’s Afraid of Virginia Woolf?)
- 1964 : Tiny Alice
- 1966 : Délicate Balance (A Delicate Balance)
- 1966 : Breakfast at Tiffany's (comédie musicale)
- 1967 : Tout dans le jardin (Everything in the Garden) (adaptation américaine d'une pièce du dramaturge britannique  Giles Cooper)
- 1968 : Box et Quotations from Chairman Mao Tse-Tung (diptyque dramatique)
- 1971 : All Over
- 1974 : Seascape
- 1975 : Listening
- 1976 : Counting the Ways
- 1979 : The Lady from Dubuque
- 1981 : Lolita (adaptation du roman éponyme de Vladimir Nabokov)
- 1981 : The Man Who Had Three Arms
- 1983 : Finding the Sun
- 1987 : Marriage Play
- 1991 : Trois Femmes grandes (Three Tall Women)
- 1992 : The Lorca Play
- 1993 : Fragments
- 1996 : The Play About a Baby
- 2001 : Occupant
- 2002 : La Chèvre, ou Qui est Sylvia ? (The Goat, or Who Is Sylvia?)
- 2003 : Knock ! Knock ! Who's There !
- 2004 : Peter & Jerry (pièce refondue d'après Zoo Story et retitrée At Home at the Zoo en 2009)
- 2007 : Me, Myself and I
- 2009 : La Maison et le Zoo (At Home at the Zoo)

### Essais
- Stretching My Mind: Essays 1960–2005 (2005)

## Prix et distinctions
- 1960 : Drama Desk Award Vernon Rice Award - The Zoo Story
- 1963 : Tony Award de la meilleure pièce pour Qui a peur de Virginia Woolf ?
- 1967 : Pulitzer Prize for Drama - A Delicate Balance
- 1975 : Pulitzer Prize for Drama - Seascape
- 1994 : Pulitzer Prize for Drama - Three Tall Women
- 1996 : National Medal of Arts
- 2002 : Drama Desk Award Outstanding New Play - La Chèvre, ou Qui est Sylvia ?
- 2002 : Tony Award de la meilleure pièce pour La Chèvre, ou Qui est Sylvia ?
- 2005 : Special Tony Award for Lifetime Achievement
- 2008 : Drama Desk Award Special Award

## Titre honorifique
- Docteur honoris causa ès lettres de l'université de Miami, 14 mai 1993[6]

## Nominations
- 1964 Tony Award for Best Play - The Ballad of the Sad Cafe
- 1965 Tony Award for Best Author of a Play - Tiny Alice
- 1965 Tony Award for Best Play - Tiny Alice
- 1967 Tony Award for Best Play - A Delicate Balance
- 1975 Drama Desk Award Outstanding New Play - Seascape
- 1975 Tony Award for Best Play - Seascape
- 1976 Drama Desk Award Outstanding Director of a Play - Who’s Afraid of Virginia Woolf?
- 1994 Drama Desk Award Outstanding Play - Three Tall Women
- 2001 Pulitzer Prize for Drama - The Play About the Baby
- 2003 Pulitzer Prize for Drama - The Goat, or Who Is Sylvia?
- 2005 Tony Award for Best Revival of a Play - Who’s Afraid of Virginia Woolf?